# Мойнак (Кегенський район)
Мойна́к (каз. Мойнақ) — село у складі Кегенського району Алматинської області Казахстану. Входить до складу Жилисайського сільського округу.
Населення — 106 осіб (2021; 114 у 2009, 126 у 1999, 127 у 1989).